# Luis Phelipe
Pour l’article ayant un titre homophone, voir Luiz Phellype.
Luis Phelipe de Souza Figueiredo, né le 12 février 2001 à Santos, plus simplement appelé Luis Phelipe, est un footballeur brésilien qui évolue au poste d'ailier au Sheriff Tiraspol.

## Biographie

### Carrière en club
Formé au RB Brasil, il y fait ses débuts lors du Championnat de São Paulo 2019. À la suite de la création du RB Bragantino, Luis Phelipe rejoint l'effectif de la nouvelle équipe du groupe Red Bull qui évolue en Serie B.
En juillet 2019, il est transféré au RB Salzbourg, avant de repartir en prêt dans d'autres clubs du groupe Red Bull, en Autriche, puis de nouveau au RB Bragantino.

## Palmarès
| RB Bragantino - Serie B (1) : - Champion : 2019. |

## Statistiques
| Saison                | Club                  | Championnat           | Championnat | Championnat | Championnat | Coupe(s) nationale(s) | Coupe(s) nationale(s) | Coupe(s) nationale(s) | Compétition(s) continentale(s) | Compétition(s) continentale(s) | Compétition(s) continentale(s) | Compétition(s) continentale(s) | Ligue régionale | Ligue régionale | Ligue régionale | Total | Total | Total |
| Saison                | Club                  | Division              | M.          | B.          | P.d.        | M.                    | B.                    | P.d.                  | Comp.                          | M.                             | B.                             | P.d.                           | M.              | B.              | P.d.            | M.    | B.    | P.d.  |
| 2018                  | RB Brasil             | -                     | -           | -           | -           | -                     | -                     | -                     | -                              | -                              | -                              | -                              | 2               | 1               | 0               | 2     | 1     | 0     |
| 2019                  | RB Brasil             | -                     | -           | -           | -           | -                     | -                     | -                     | -                              | -                              | -                              | -                              | 1               | 0               | 0               | 1     | 0     | 0     |
| Sous-total            | Sous-total            | Sous-total            | -           | -           | -           | -                     | -                     | -                     | -                              | -                              | -                              | -                              | 3               | 0               | 0               | 3     | 0     | 0     |
| 2019                  | RB Bragantino (prêt)  | Série B               | 2           | 0           | 0           | -                     | -                     | -                     | -                              | -                              | -                              | -                              | -               | -               | -               | 2     | 0     | 0     |
| Sous-total            | Sous-total            | Sous-total            | 2           | 0           | 0           | -                     | -                     | -                     | -                              | -                              | -                              | -                              | -               | -               | -               | 2     | 0     | 0     |
| 2019-2020             | RB Salzbourg          | Bundesliga            | -           | -           | -           | -                     | -                     | -                     | -                              | -                              | -                              | -                              | -               | -               | -               | 0     | 0     | 0     |
| 2019-2020             | FC Liefering (prêt)   | 2. Liga               | 19          | 4           | 4           | -                     | -                     | -                     | -                              | -                              | -                              | -                              | -               | -               | -               | 19    | 4     | 4     |
| Sous-total            | Sous-total            | Sous-total            | 19          | 4           | 4           | -                     | -                     | -                     | -                              | -                              | -                              | -                              | -               | -               | -               | 19    | 4     | 4     |
| 2020                  | RB Bragantino (prêt)  | Série A               | 11          | 1           | 1           | 1                     | 0                     | 0                     | -                              | -                              | -                              | -                              | -               | -               | -               | 12    | 1     | 1     |
| 2021                  | RB Bragantino (prêt)  | Série A               | -           | -           | -           | -                     | -                     | -                     | CS                             | -                              | -                              | -                              | 6               | 0               | 1               | 6     | 0     | 1     |
| Sous-total            | Sous-total            | Sous-total            | 11          | 1           | 1           | 1                     | 0                     | 0                     | -                              | -                              | -                              | -                              | 6               | 0               | 1               | 18    | 1     | 2     |
| Total sur la carrière | Total sur la carrière | Total sur la carrière | 32          | 5           | 5           | 1                     | 0                     | 0                     | -                              | 7                              | 1                              | 1                              | 9               | 0               | 1               | 49    | 6     | 7     |